# Gayan Mudiyanselage
Gayan Kathuranaga Ekanayaka Mudiyanselage (ur. 1989) – lankijski zapaśnik walczący w stylu wolnym. Zajął 31. miejsce na mistrzostwach świata w 2023 roku. 
Jedenasty w mistrzostw Azji w 2023. Srebrny medalista Igrzysk Azji Południowej w 2019 roku.